# Hong Kong Sheng Kung Hui
Die Hong Kong Sheng Kung Hui, kurz HKSKH (chinesisch 香港聖公會 / 香港圣工会, Pinyin Xiānggǎng Shènggōnghuì, Jyutping Hoeng1gong2 Sing3gung1wui6*2), auch bekannt als Hong Kong Anglican Church (Episcopal), ist eine Mitgliedskirche der Anglikanischen Gemeinschaft in Hongkong und Macau. Sie hat ihren Ursprung in den anglikanischen Missionen des 19. Jahrhunderts. 1849 wurde die Diocese of Victoria gegründet, die ab 1913 zur Diocese of South China gehörte. 1951 wurde die Diocese of Hong Kong and Macao wieder zu einer eigenständigen extraprovinziellen Diözese; 1998 wurde sie als 38. Kirchenprovinz der Anglikanischen Gemeinschaft anerkannt.
Die Kirchenprovinz besteht derzeit (Stand 2024) aus den drei Diözesen Hong Kong Island (香港島教區 / 香港岛教区), Eastern Kowloon (東九龍教區 / 东九龙教区) und Western Kowloon (西九龍教區 / 西九龙教区), an deren Spitze als Primas der Erzbischof von Hong Kong Sheng Kung Hui und Bischof von Hong Kong Island steht. Die Hong Kong Sheng Kung Hui zählt etwa 10.000 Gläubige.

## Primasse
- Peter Kwong (1998–2006)
- Paul Kwong (2007–2021)
- Andrew Chan